# Protea-familien
Protea-familien (Proteaceae) er en familie med ca. 80 slægter, som er udbredt i alle tropiske områder og i subtropiske og tempererede egne på den sydlige halvkugle (man taler om, at familien har en typisk Gondwanaudbredelse). Det er som regel stedsegrønne træer eller buske. Bladene har meget forskellig størrelse, og både former og bladrande er ligeledes meget forskellige. Hos mange af slægterne er det mest påfaldende træk de store og ofte iøjnefaldende blomsterstande, der består af talrige små og tæt pakkede enkeltblomster. Selv dette karaktertræk er dog ikke fælles for alle arter i familien. Visse arter findes af og til blandt handelsgartnernes snitblomster, men ellers har familien ikke den store økonomiske betydning i Danmark.
| Slægter |

- Banksia
- Embothrium
- Grevillea
- Lomatia
- Macadamia-slægten (Macadamia)
- Protea